# UEFA 리전스컵
UEFA 리전스컵 (UEFA Region's Cup)은 UEFA가 주관하는 아마추어 축구 대회이다. 1996년 처음으로 열렸으며 2년에 한번씩 열린다. 최근 우승팀은 폴란드의 돌니실롱스크주 지역팀이다.

## 역사
UEFA 리전스컵은 아마추어 수준의 유럽 국가 간 대회의 부재로 1996년에 처음 열렸다. 이미 UEFA는 과거에 UEFA 아마추어컵이라는 아마추어 대회를 1966년부터 1978년까지 진행했으나 대중들과 각 팀들의 관심 부족으로 대회를 중지한 바 있다. 각 국가의 지역을 대표하는 현재의 대회와 달리 과거에는 아마추어 국가대표팀의 대회였다.
UEFA 회원국들은 각 국가에서 대표 선발전을 통해 국가 당 1팀을 출전 시킬 수 있다. 첫 두 대회는 결승전에서 주최국이 우승했으며 이탈리아는 9번의 대회에서 세 번의 우승팀을 배출 했는데 그 중 베네토주 지역팀은 2회 우승을 했다. 2020년 5월부터 열릴 예정이었던 UEFA 리전스컵 2021은 코로나19 범유행으로 인해 취소되었다.